# براندون براينت
براندون براينت (بالإنجليزية: Brandon Bryant)‏ هو مشغل كاميرا أمريكي، ولد في 18 نوفمبر 1985 في ميسولا في الولايات المتحدة.